# Nasri (zpěvák)
Nasri Tony Atweh (arabsky نصري طوني عطوة‎, * 10. ledna 1981), známý jako Nasri, je kanadský hudebník, zpěvák, skladatel, hudební producent a frontman kanadské reggae fusion skupiny Magic!, kterou tvoří on a jeho krajané z Toronta Mark Pellizzer a Ben Spivak.
Singl „Rude“ skupiny MAGIC! se stal velkým mezinárodním hitem a celou skupinu proslavil.
Patří mezi uznávané hudební skladatele a producenty. je součástí skladatelského dua The Messengers. Druhým členem dua je Adam Messinger. Spolu produkovali řadu hitů pro známé umělce, jako jsou Justin Bieber, Shakira, Pitbull, Chris Brown nebo Halsey.
V roce 2012 získal cenu Grammy za produkci alba F.A.M.E. amerického zpěváka Chrise Browna. Dále byl nominován na cenu Latin Grammy za nejlepší vokály. Druhou cenu Grammy dostal za práci na albu El Dorado zpěvačky Shakiry.

## Mládí
Narodil se a vyrůstal v Torontu palestinským křesťanským přistěhovalcům z Betléma. Zpívat začal v šesti letech. Studoval na Senator O'Connor College School a během studia se účastnil školního sboru i mimoškolních sportovních aktivit.

## Osobní život
Od roku 2009 se mluvilo o jeho potencionálním vztahu s německou zpěvačkou Sandy Mölling, Seznámili se při práci v německé skupině No Angels. Mají spolu syna Noaha. Vzali se v roce 2020 v době pandemie covidu-19. Celá rodina žije ve Woodland Hills v Los Angeles.

## Diskografie

### Nasri

#### Singly
- "Go" (2003)
- "Ova N' Dun With" (2003)
- "Click Click Click" (2007)
- "You Deserve Better" (2012)

### Magic!
- Don't Kill the Magic (2014)
- Primary Colours (2016)
- Expectations (2018)
- Inner Love Energy (2024)